# Kanton Torigni-sur-Vire
Kanton Torigni-sur-Vire (francouzsky Canton de Torigni-sur-Vire) byl francouzský kanton v departementu Manche v regionu Dolní Normandie. Tvořilo ho 15 obcí. Zrušen byl po reformě kantonů 2014.

## Obce kantonu
- Biéville
- Brectouville
- Condé-sur-Vire
- Giéville
- Guilberville
- Lamberville
- Montrabot
- Le Perron
- Placy-Montaigu
- Précorbin
- Rouxeville
- Saint-Amand
- Saint-Jean-des-Baisants
- Torigni-sur-Vire
- Vidouville